# 鹿寨県
鹿寨県（ろくさい-けん）は中華人民共和国広西チワン族自治区柳州市に位置する県。

## 行政区画
- 鎮:鹿寨鎮、中渡鎮、寨沙鎮、平山鎮、黄冕鎮、四排鎮
- 郷:江口郷、導江郷、拉溝郷

## 出身者
- 韋永麗 - 陸上競技選手[1]（生まれは百色市[2]）